# Philippe Castelli
Pour les articles homonymes, voir Castelli.
Philippe Castelli est un acteur français, né le 8 juin 1925 à Chaville et mort le 16 avril 2006 à Paris 15e.
Durant l'ensemble de sa carrière, il tourne exclusivement des rôles de second plan voire de « troisième couteau »  dans 86 films après avoir fait beaucoup de figuration. Il apparaît de même au théâtre et dans des séries et téléfilms. Son physique longiligne, sa démarche flegmatique et son accent parigot mais empreint d'une certaine préciosité, lui valent de nombreux rôles de garçon de café, de maître d'hôtel, de portier et de valet de chambre.
Parmi les films où sa présence est notablement marquante, on peut citer Le Caporal épinglé de Jean Renoir, Landru de Claude Chabrol, plusieurs longs-métrages de Georges Lautner comme Les Barbouzes, Les Tontons flingueurs, Les Seins de glace, Quelques messieurs trop tranquilles, Les Bons vivants, Flic ou voyou, Laisse aller... c'est une valse ! et Le Guignolo. Seul le film Ça va pas être triste réalisé par Pierre Sisser, lui octroie un rôle assez important.
Au milieu des années 1970 et jusqu'au début des années 2000, il rejoint régulièrement la troupe radiophonique de l'émission Les Grosses Têtes sur RTL, produite et animée par Philippe Bouvard.

## Biographie

### Carrière artistique
Après une enfance sage et quelques études en région parisienne, Philippe Castelli se met à la recherche de rôles et de prestations artistiques. Il court les cachets et la figuration durant les années 1950. Au tout début de la décennie 1960, il rejoint les candidats débutants de l'émission de télévision Le Petit Conservatoire de la chanson, produite et animée par Mireille, sur la première chaîne de la RTF. L'énergique directrice de ce petit conservatoire le conforte dans une carrière comique. On le voit ainsi revenir régulièrement sur le petit écran entre 1960 et 1971, interprétant des chansons humoristiques ou des saynètes musicales où son physique, ses mimiques, son phrasé et ses gestes amusent le public et les téléspectateurs. Il est à noter que ces chansons ou ces saynètes, musicales ou pas d'ailleurs, sont de sa composition tout comme de beaux poèmes qui, pour ces derniers, ne sont pas tous spécifiquement dans un registre comique et sont même d'une certaine qualité. Le fait que dans le privé, cet homme a toujours parcouru les musées et lu énormément les poètes n'est certainement pas étranger à cela. Cette voie n'a malheureusement pas été assez exploitée par le "système". 
L'année 1960 marque ses débuts au cinéma, en pleine période de la Nouvelle vague, avec Les Bonnes Femmes puis l'année suivante, Les Godelureaux, deux films réalisés par Claude Chabrol. En 1962, aux côtés de jeunes acteurs débutants comme Jean-Pierre Cassel, Claude Brasseur, Claude Rich, Jean Carmet, Jacques Jouanneau ou encore Guy Bedos, il participe à la distribution du film Le Caporal épinglé de Jean Renoir. En complément de ses apparitions aux théâtres parisiens, dans les années 1960, la télévision publique française ORTF lui permet d'interpréter quelques rôles pour le rendez-vous Au théâtre ce soir, dans quelques séries et téléfilms ainsi que de participer à diverses émissions de variétés et des divertissements, comme durant les années 1970 et 1980, Les Jeux de 20 heures sur France 3 ou encore L'Académie des neuf, sur Antenne 2.
Sa notoriété se renforce essentiellement à partir de 1982, à la suite de ses interventions jusqu'au début des années 2000, à l'émission radiophonique Grosses Têtes, émission diffusée quotidiennement en semaine, animée sur RTL par Philippe Bouvard. Plusieurs éditions télévisées spéciales de l'émission radio sont produites dans les années 1980 permettant d'organiser des tournées de galas sur scène. Plus tard, dans les années 90, cette émission sera également adaptée sur scène pour la télévision, de façon mensuelle. Philippe Castelli devient membre quasi permanent, quelle que soit la formule de l'émission. La nonchalance de sa voix, son débit assez lent, ses histoires de qualité discutable généralement précédées par l'interjection « Ah, j'ai une histoire !… » lui valent d'amicales railleries de la part des autres sociétaires de l'émission. Concernant cette période, il déclare : « Sans Philippe Bouvard, qui m'a imposé dans les Grosses têtes, je ne serais rien, ou alors un humble comédien, le plus souvent en quête d'un théâtre. ».   
Anecdotiquement, on peut noter qu'il enregistre plusieurs chansons humoristiques, de sa composition ou non, dans les années 1980  mais ces disques ne remportent aucun véritable succès commercial. Il est à préciser que ce ne sont pas celles qu'il avait créées auparavant -  d'une qualité littéraire bien supérieure -, ce qui est dommage. Mais le style et les sujets (par exemple les marieuses, les rues du vieux Paris) ou les sous-entendus grivois n'étaient plus en vogue à l'époque, comme cela avait pu être le cas dans les années 1970, ou comme ils le redeviendront plus tard tout à la fin des années 1980, quand le côté « Titi » ou « vieille France » réapparut sur certaines scènes.

### Mort

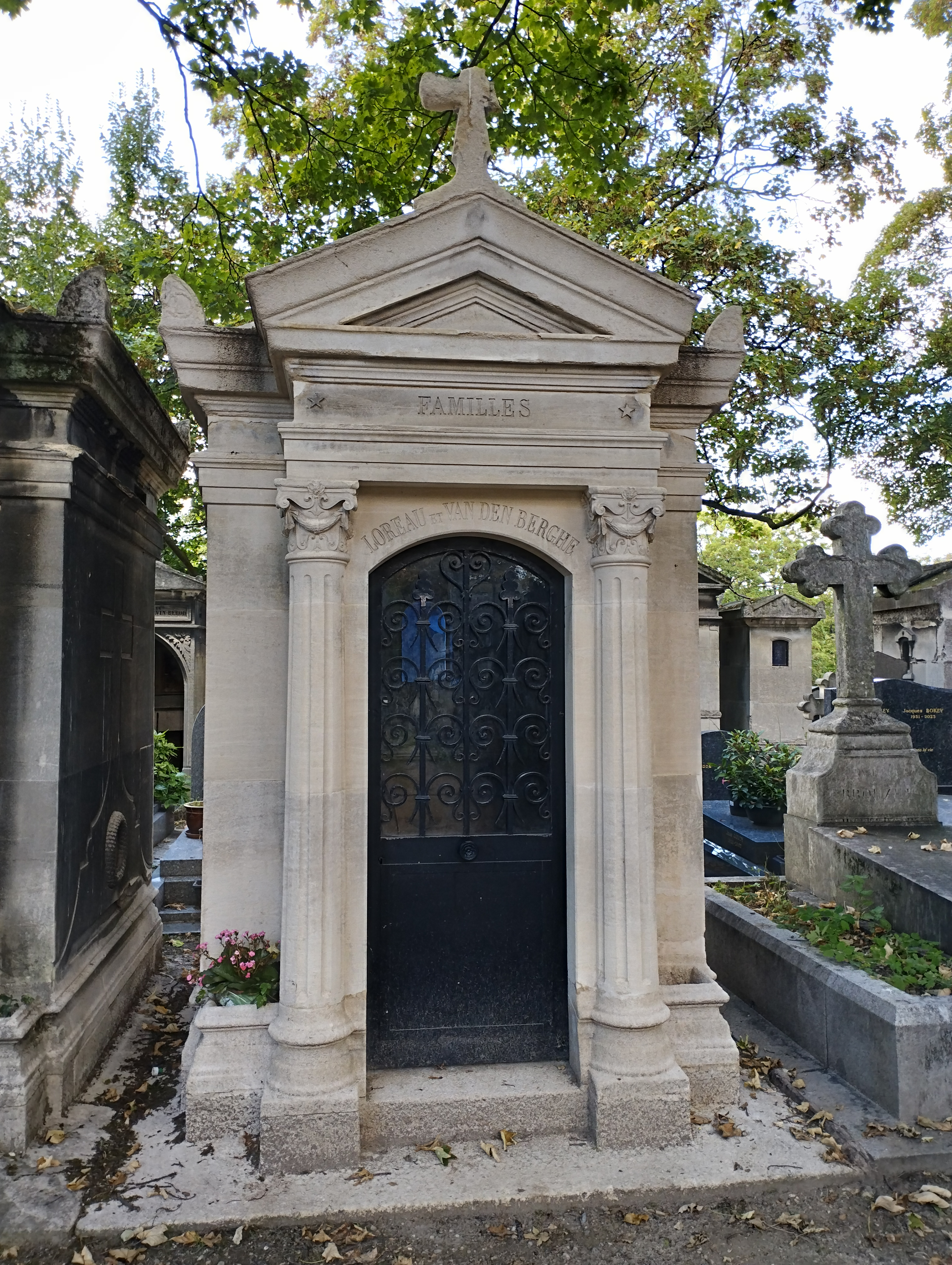
Tombe de Philippe Castelli au cimetière de Montmartre (division 25).

Philippe Castelli meurt à l'âge de 80 ans à l'hôpital Georges-Pompidou à Paris 15e, de problèmes cardio-respiratoires,,,. Il est inhumé au cimetière de Montmartre (25e division), dans le 18e arrondissement de la même ville.

## Filmographie

### Cinéma

#### Longs métrages
- 1960 : Les Bonnes Femmes, de Claude Chabrol - (Le régisseur)
- 1961 : Les Godelureaux, de Claude Chabrol - (Le portier au vernissage)
- 1962 : Cartouche, de Philippe de Broca - (Le commissaire)
- 1962 : Le Caporal épinglé de Jean Renoir - (Le prisonnier électricien)
- 1962 : A fleur de peau de Claude Bernard-Aubert - (Kléber)
- 1963 : Les Bricoleurs, de Jean Girault - (Le facteur)
- 1963 : Carambolages, de Marcel Bluwal - (Le portier du 321)
- 1963 : Landru, de Claude Chabrol - (Un inspecteur de police)
- 1963 : La Porteuse de pain, de Maurice Cloche - (Le premier policier aux ordres du préfet de police)
- 1963 : Les Tontons flingueurs, de Georges Lautner - (rôle du tailleur de Fernand Naudin à la fin du film. On retrouve son propre frère, Jean-Louis, dans la même séquence dans le rôle du photographe. Jean-Louis Castelli est d'ailleurs le photographe du plateau.)[réf. nécessaire]
- 1964 : Une ravissante idiote, d'Édouard Molinaro - (Le client du restaurant)
- 1964 : Des pissenlits par la racine, de Georges Lautner - (L'interne)
- 1964 : Aimez-vous les femmes ?, de Jean Léon - (Un adepte de la secte)
- 1964 : Les Durs à cuire ou Comment supprimer son prochain sans perdre l'appétit, de Jacques Pinoteau - (Le critique)
- 1964 : Une souris chez les hommes, de Jacques Poitrenaud - (Le gardien du Louvre)
- 1964 : Patate, de Robert Thomas - (Le facteur)
- 1964 : La Grande Frousse / La Cité de l'indicible peur, de Jean-Pierre Mocky - (Le journaliste photographe)
- 1964 : Fantomas, d'André Hunebelle - (L'agent en faction)
- 1964 : Les Barbouzes, de Georges Lautner - rôle du standardiste dans un grand hôtel d'Istanbul.
- 1965 : Un Monsieur de compagnie, de Philippe de Broca - (L'homme qui trompe Balthazar)
- 1965 : Yoyo, de Pierre Étaix-(le valet de chambre)
- 1965 : Les Enquiquineurs de Roland Quignon
- 1965 : Quand passent les faisans de Édouard Molinaro - (le barman)
- 1965 : Les Bons Vivants, de Gilles Grangier et Georges Lautner (segment Les Bons vivants) - (Boudu, un membre de l'association sportive). (Sur tout le film : Narrateur. Etonnement, il n'est pas crédité dans le film contrairement à d'autres participants aux rôles plus modestes, alors qu'il a un véritable "second rôle important" avec un bon nombre de répliques avec Louis de Funès, personnage principal du segment et est le narrateur sur tout le film.)
- 1965 : Fantomas se déchaîne, d'André Hunebelle - (rôle du policier qui arrive en retard lors du briefing de Juve). Non crédité.
- 1965 : La Communale de Jean L'Hôte
- 1965 : Pas de caviar pour tante Olga de Jean Becker
- 1966 : Galia, de Georges Lautner - (L'homme au téléphone)
- 1966 : Monnaie de singe, d'Yves Robert - (Le clochard)
- 1966 : Ne nous fâchons pas, de Georges Lautner - le narrateur de la bande-annonce
- 1965 : Tant qu'on a la santé de Pierre Etaix
- 1966 : La Sentinelle endormie de Jean Dréville - (Un grognard)
- 1966 : La Bourse et la Vie, de Jean-Pierre Mocky - (Le vendeur de fromages)
- 1967 : La Nuit des généraux (The Night of the Generals), d'Anatole Litvak - (Le physicien français)
- 1968 : La Grande Lessive (!), de Jean-Pierre Mocky - (Tamanoir, le technicien de l'O.V.T.F)
- 1970 : Borsalino, de Jacques Deray - (Le garçon d'hôtel)
- 1970 : La Promesse de l'aube (Promise at Dawn), de Jules Dassin - (Un membre de l'équipe)
- 1971 : Laisse aller, c'est une valse, de Georges Lautner - (Le directeur de la prison)
- 1971 : Doucement les basses, de Jacques Deray - (Le grand vicaire)
- 1971 : Le drapeau noir flotte sur la marmite, de Michel Audiard  - (Le chef de gare)
- 1972 : Le Viager, de Pierre Tchernia - (L'artiste de cabaret)
- 1972 : Chut !, de Jean-Pierre Mocky - (Le ministre)
- 1972 : La Guerre des espions - Bastos ou ma sœur préfère le colt 45 de Henri Boyer et Jean-Louis Van Belle - Film resté inédit
- 1973 : Quelques messieurs trop tranquilles, de Georges Lautner - (Un reporter et le récitant)
- 1973 : Les Volets clos, de Jean-Claude Brialy
- 1974 : Les Quatre Charlots mousquetaires, d'André Hunebelle
- 1974 : Un amour de pluie, de Jean-Claude Brialy - (Le portier)
- 1974 : Deux grandes filles dans un pyjama, de Jean Girault - (L'avocat)
- 1974 : Les Seins de glace, de Georges Lautner - (L'homme dans le parking souterrain)
- 1974 : Borsalino & Co, de Jacques Deray - (Le coiffeur)
- 1974 : Sexuellement vôtre, de Max Pécas - (Le majordome)
- 1974 : Le bordel - Première époque 1900 - (Le sous-préfet)
- 1974 : Les Bidasses s'en vont en guerre, de Claude Zidi - (L'huissier)
- 1974 : Les Balances de Jean Bertho - (Le domestique)
- 1974 : Le Droit aux étrennes de Jean Bertho - (Le monsieur bien mis)
- 1974 : Le commissaire est bon enfant de Jean Bertho - (M. Punez)
- 1974 : Monsieur Badin de Jean Bertho - (Ovide)
- 1975 : Soldat Duroc, ça va être ta fête, de Michel Gérard - (Le colonel)
- 1975 : Couche-moi dans le sable et fais jaillir ton pétrole, de Norbert Terry - (Le mort)
- 1975 : Ce cher Victor, de Robin Davis - (Le neveu)
- 1975 : C'est dur pour tout le monde, de Christian Gion
- 1975 : Bons baisers de Hong Kong, d'Yvan Chiffre
- 1976 : La Grande Récré de Claude Pierson
- 1977 : Black-Out / Le naufrageur de Philippe Mordacq - Film resté inédit - (L'homme bousculé)
- 1977 : L'Homme pressé, d'Édouard Molinaro - (L'ami du ministre)
- 1977 : Mort d'un pourri, de Georges Lautner - (Le buraliste)
- 1978 : On peut le dire sans se fâcher (La Belle Emmerdeuse) de Roger Coggio
- 1978 : One, Two, Two 122, rue de Provence, de Christian Gion - ("Béret Français")
- 1978 : Ils sont fous ces sorciers, de Georges Lautner
- 1978 : Brigade mondaine, de Jacques Scandelari - (Le maître d'hôtel)
- 1978 : Judith Therpauve, de Patrice Chéreau - (L'huissier de rédaction)
- 1979 : Le Cavaleur, de Philippe de Broca - (Marcel)
- 1979 : Le Temps des vacances, de Claude Vital - (Le maître d'hôtel d'Alexandre)
- 1979 : Flic ou voyou, de Georges Lautner - (L'inspecteur du permis de conduire)
- 1979 : Brigade mondaine : La Secte de Marrakech, d'Eddy Matalon - (Le monsieur distingué)
- 1980 : Le Guignolo, de Georges Lautner - (Le standardiste de l'hôtel Danieli à Venise)
- 1980 : Tais-toi et mange ta soupe - (L'homme qui se cure le nez)
- 1980 : Les Aventures de guidon futé, de Jean-Marie Durand
- 1980 : Une merveilleuse journée, de Claude Vital - (L'homme constipé)
- 1981 : Est-ce bien raisonnable ?, de Georges Lautner - (L'appariteur)
- 1981 : Signé Furax, de Marc Simenon - (Le gendarme au barrage)
- 1981 : Prends ta Rolls et va pointer, de Richard Balducci - (Pérol, le propriétaire du pavillon)
- 1981 : Le jour se lève et les conneries commencent, de Claude Mulot - (Maurice)
- 1981 : Pour la peau d'un flic, d'Alain Delon - (Jean le barman)
- 1982 : On s'en fout… nous on s'aime, de Michel Gérard - (Le professeur de français)
- 1982 : Plus beau que moi, tu meurs, de Philippe Clair - (Le père Eusébio)
- 1983 : Le Secret des sélénites, de Jean Image (voix)
- 1983 : Rebelote, de Jacques Richard - (L'instituteur)
- 1983 : Le Battant, de Robin Davis et Alain Delon - (Nestor, le receptionniste de l'hôtel Trianon)
- 1983 : Ça va pas être triste, de Pierre Sisser - (Ludovik, le cuisinier de l'auberge de jeunesse)
- 1984 : Par où t'es rentré ? On t'a pas vu sortir, de Philippe Clair - (Grégori)
- 1984 : Retenez-moi... ou je fais un malheur !, de Michel Gérard - (Le brigadier)
- 1984 : Aldo et Junior, film de Patrick Schulmann - (Gaston)
- 1984 : Ave Maria, de Jacques Richard - (Gustave Léone)
- 1985 : Liberté, Égalité, Choucroute, de Jean Yanne - (Le docteur Guillotin)
- 1986 : Banana's Boulevard, de Richard Balducci - (L'employé de l'A.N.P.E)
- 1989 : À deux minutes près, d'Éric Le Hung - (Le garçon de la brasserie)

#### Courts métrages
- 1976 : L'Intrus, de Patrick Schulmann
- 1977 : Dialogue sous la lampe, de Christian Riberzani

### Télévision
- 1961 : En votre âme et conscience, épisode : L'Affaire Courtois de  Jean-Pierre Marchand
- 1964 : Thierry la Fronde / La chanson d'Isabelle de Robert Guez Feuilleton télévisé - (Le trouvère)
- 1964 : Le Théâtre de la jeunesse : La sœur de Gribouille, d'Yves-André Hubert (TV) - (Emile)
- 1965 : Les Facéties du sapeur Camember de Pierre Boursaus (série TV)
- 1966 : Comment ne pas épouser un milliardaire de Lazare Iglesis (série TV)
- 1966 : Sacrés fantômes de Stellio Lorenzi - (TV)
- 1967 : L'amateur / S.O.S Fernand Le somnambule de Jean-Pierre Decourt - (TV)
- 1967 : Max le débonnaire de Gilles Grangier (série TV) (segment Un Bon petit Jules)
- 1970 : Tête d'horloge de Jean-Paul Sassy (TV) - (Un surveillant)
- 1970 : Les Caprices de Marianne d'Alfred de Musset, réalisation Georges Vitaly - (Malvolio)
- 1970 : Le fauteuil hanté, réalisé par Pierre Bureau - (Un journaliste)
- 1970 : Rendez-vous à Badenberg de Jean-Michel Meurice (série TV)
- 1970 : Au théâtre ce soir : Cherchez le corps, Mister Blake de Frank Launder, Sidney Gilliat, mise en scène Georges Vitaly, réalisation Pierre Sabbagh, Théâtre Marigny - (Le sergent)
- 1971 : Madame êtes-vous libre ? de Claude Heymann (série TV)
- 1971 : Quentin Durward de Gilles Grangier (série TV)
- 1971 : La Belle Aventure de Jean Vernier (TV) - (Didier)
- 1971 : Les Nouvelles Aventures de Vidocq - Les banquiers du crime de Marcel Bluwal - (Le greffier)
- 1972 : La Demoiselle d'Avignon de Michel Wyn (feuilleton TV) - (Un douanier)
- 1972 : Avec le cœur de Rémy Grumbach (TV)
- 1972 : La Bonne Nouvelle de Guy Lessertisseur (TV) - (M. Lafiole)
- 1972 : Kitsch-Kitsch de Janine Guyon (TV)
- 1972 : Le Voleur de rien de Janine Guillon (TV) - (M. Lenoir)
- 1973 : Au théâtre ce soir : Le Million de Georges Berr et Marcel Guillemaud, mise en scène Francis Morane, réalisation Georges Folgoas, Théâtre Marigny - M. Alfred
- 1973 : Poker d'as de Hubert Cornfield (série TV) - (Le greffier)
- 1974 : Un curé de choc de Philippe Arnal (série TV)
- 1974 : Gil Blas de Santillane de Jean-Roger Cadet (feuilleton TV) - (La Fuente)
- 1975 : La Pluie sur la dune de Serge Piollet (TV)
- 1977 : Emmenez-moi au Ritz de Pierre Grimblat (TV)
- 1980 : Les Incorrigibles d'Abder Isker (feuilleton TV) - (L'agent de police)
- 1981 : Anthelme Collet ou Le brigand gentillhomme de Jean-Paul Carrère (feuilleton TV)
- 1981 : Au théâtre ce soir : Alain, sa mère et sa maîtresse de Paul Armont & Marcel Gerbidon, mise en scène Jean Kerchbron, réalisation Pierre Sabbagh, Théâtre Marigny - (Alain)
- 1982 : Les Scénaristes ou Les Aventures extraordinaires de Robert Michon de Nino Monti (TV) - (Lamour)
- 1982 : Les Enquêtes du commissaire Maigret de Jean-Paul Sassy (série télévisée), épisode : Maigret et l'Homme tout seul : François, le serveur
- 1985 : Les C15 ont la grosse tête pour  Citroën (Publicité)
- 1986 : Grand Hôtel de Jean Kerchbron (série TV)
- 1990 : Marotte et Charlie de Jean-François Porry (Le docteur)
- 1991 : Aldo tout risque / Mascarade de Michel Lang (TV) - (M. Bond)
- 1991 : C'est quoi, ce petit boulot ? de Michel Berny et Gian Luigi Polidoro (feuilleton TV) - (Le président de la télévision)
- 1992 : Prêcheur en eau trouble de Georges Lautner (TV) - (Devos)
- 1992 : Tout ou presque de Claude Vital (TV)
- 1992 : Le Gendre idéal / Jamais deux sans trois de Dominique Masson - (TV)

## Théâtre
- 1962 : Cherchez le corps, Mister Blake de Frank Launder et Sidney Gilliat, mise en scène Georges Vitaly, Théâtre La Bruyère
- 1963 : Monsieur Blake de Frank Launder et Sidney Gilliat, mise en scène Georges Vitaly, Théâtre La Bruyère
- 1966 : Ta femme nous trompe d'Alexandre Breffort, mise en scène Michel Vocoret, Théâtre des Capucines
- 1969 : L'Ascenseur électrique de Julien Vartet, mise en scène Roland Piétri, Théâtre de la Renaissance
- 1974 : Croque-monsieur de Marcel Mithois, mise en scène Jean-Pierre Grenier, Théâtre Saint Georges
- 1981 : Le Rêveur de Jean Vauthier, mise en scène Michel Vitold, Théâtre Moderne

## Chansons
- 1981 : La Madelon des parachutistes
- 1981 : Zim boum
- 1982 : Merde, merde, merde (ça va pas être triste)
- 1982 : Quel panard d'être un loubard'
- 1984 : Grosse comme une baleine
- 1987 : Toutes, je les veux toutes
- 1987 : Y'a des Papous de Marie Dauphin : Le Général

## Publicités
Philippe Castelli figure comme premier rôle, dans de nombreuses publicités radiophoniques et télévisées, que ce soit dans les années 1960 jusqu'à la fin des années 1980, comme notamment pour les marques La Samaritaine, Peugeot, Canigou, le bonbon Polo, le Rhum Saint-Gilles, ...

## Premières parties de spectacles, animations, ...
Philippe Castelli assure certaines premières parties ou/et des intermèdes de tournées, de quelques chanteurs comme notamment, Pierre Bachelet en 1982. Ce dernier étant le créateur d'une des chansons que Philippe Castelli interprétait sur différentes scènes et initialement dans le film "Ça va pas être triste".

## Citations
- Philippe Bouvard déclare à son sujet : « Je fus séduit par son regard de chien battu, ses oreilles de cocker, la loupe qu'il arbore sur le crâne en plus de ses lunettes et par son manque de mémoire » et également, en forme d'hommage : « Il faut être très intelligent pour savoir jouer aussi bien les imbéciles ». Cette dernière citation est déclarée du vivant de l'acteur, en sa présence et plusieurs fois au moment de son décès.